# اورتا خوج
اورتا خوج (به لاتین: Orta Xuc) یک منطقه مسکونی در جمهوری آذربایجان است که در شهرستان قوبا واقع شده است. اورتا خوج ۲۰۳ نفر جمعیت دارد.